# Pirâmide de Miquerinos
Pirâmide de Miquerinos é a menor em tamanho e a terceira dentre as mais famosas pirâmides do mundo antigo, as Pirâmides de Gizé. A pirâmide foi feita para ser tumba do faraó Miquerinos, filho do faraó Quéfren e o quinto soberano da Quarta Dinastia.
A descoberta do seu nome aconteceu no século XIX, estava escrito no teto da câmara funerária de uma pirâmide secundária em ocre vermelho e também foi atribuídos a ele um conjunto de monumentos, confirmando que havia sido dada por Heródoto. O faraó Miquerinos reinou pouco tempo, por este motivo não teve tempo de concluir sua pirâmide.
Com a sua morte a pirâmide foi terminada às pressas, e foi usado material de qualidade inferior, várias partes ficaram inacabadas e seus revestimentos de granito para a construção não passaram da décima-sexta fila de pedras.

## Características e histórico

### Tamanho e construção

Diagrama da pirâmide

A pirâmide de Miquerinos tinha uma altura original de 65,5 metros e era a menor das três principais pirâmides da necrópole de Gizé. Ela agora tem 61 m de altura, com uma base de 108,5 m. Seu ângulo de inclinação é de aproximadamente 51°20′25″. Foi construída em calcário e granito de Aswan. A porção superior foi revestida da maneira normal com calcário de Tora. Parte do granito foi deixada bruta. Projetos incompletos como essa pirâmide ajudam os arqueólogos a entender os métodos usados para construir pirâmides e templos. Ao sul da pirâmide de Miquerinos, existem três pirâmides satélites, cada uma acompanhada por um templo e uma subestrutura. A mais oriental é a maior e uma verdadeira pirâmide. Seu invólucro é parcialmente de granito, como a pirâmide principal, e acredita-se que tenha sido concluído devido à pirâmide de calcário encontrada nas proximidades. Nenhuma das outras duas progrediu além da construção do núcleo interno.

### Complexo do templo

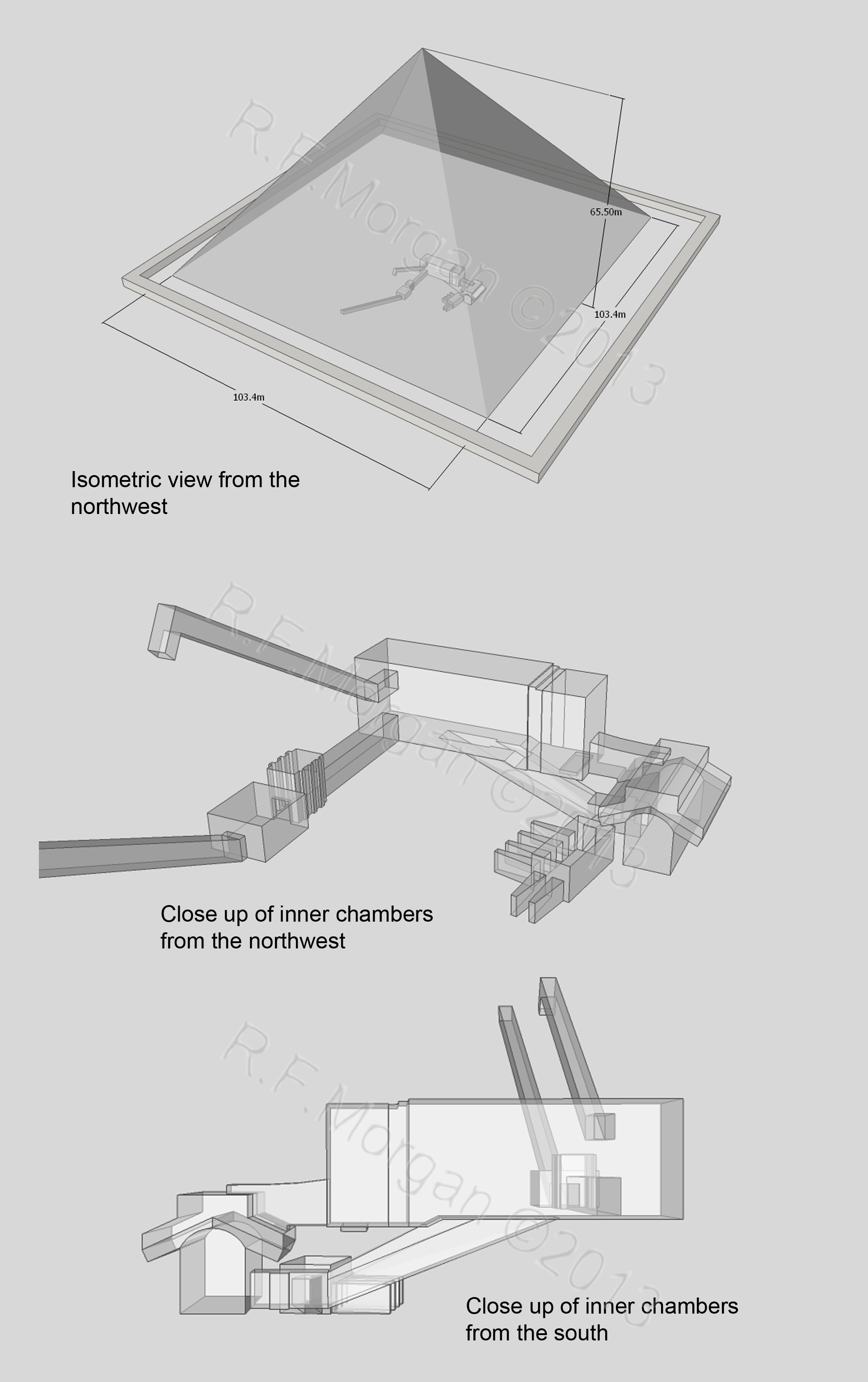
Vistas isométricas da pirâmide de Miquerinos, tiradas de um modelo 3D

No templo mortuário, as fundações e o núcleo interno eram feitos de calcário. Os pisos eram iniciados com granito e revestimentos de granito foram adicionados a algumas paredes. As fundações do templo do vale foram feitas de pedra. No entanto, ambos os templos foram finalizados com tijolos brutos. Reisner estimou que alguns dos blocos de pedra local nas paredes do templo mortuário pesavam até 220 toneladas, enquanto os tanques de granito mais pesados importados de Aswan pesavam mais de 30 toneladas. Não era incomum um filho ou sucessor concluir um templo quando um faraó morria; portanto, não é razoável supor que Shepseskaf terminou os templos com tijolos brutos. Havia uma inscrição no templo mortuário que dizia que "o construía (o templo) como monumento a seu pai, rei do alto e baixo Egito". Durante as escavações dos templos, Reisner encontrou um grande número de estátuas, principalmente de Miquerinos, sozinhas e como membro de um grupo. Tudo isso foi esculpido no estilo naturalista do Império Antigo, com um alto grau de detalhe evidente.

### Sarcófago
Richard Vyse, que visitou o Egito pela primeira vez em 1835, descobriu em 28 de julho de 1837 na antecâmara superior os restos de um caixão de madeira antropóide, com o nome de Miquerinos e ossos humanos. Agora é considerado um caixão substituto da XXVI dinastia egípcia. A datação por radiocarbono nos ossos determinou que eles tivessem menos de 2.000 anos de idade, sugerindo um manuseio muito comum de restos mortais de outro local ou acesso à pirâmide durante o tempo dos romanos. Mais fundo na pirâmide, Vyse encontrou um sarcófago de basalto, descrito como bonito e rico em detalhes, com uma cornija corajosa e saliente, que continha os ossos de uma jovem. Infelizmente, esse sarcófago está agora no fundo do mar Mediterrâneo, afundando em 13 de outubro de 1838, com o navio Beatrice, enquanto ela caminhava entre Malta e Cartagena, a caminho da Grã-Bretanha. Foi um dos poucos sarcófagos do Império Antigo a sobreviver no período moderno. A tampa do caixão antropóide mencionado acima foi transportada com sucesso para o Reino Unido e pode ser vista hoje no Museu Britânico.

### Tentativa de demolição

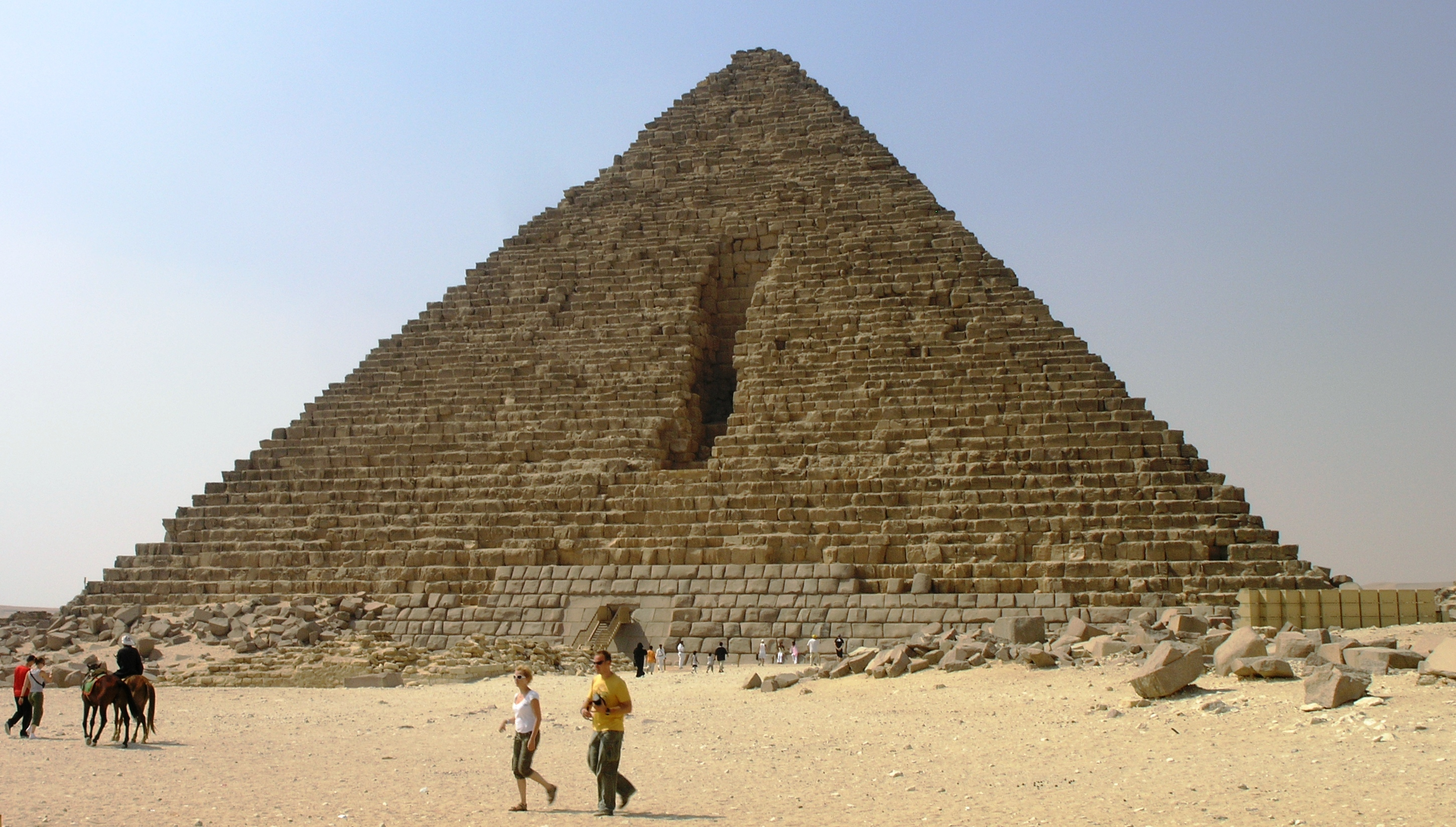
O dano feito na pirâmide

No final do século XII, Alaziz Otomão, filho e herdeiro de Saladino, tentou demolir as pirâmides, começando pelas de Miquerinos. Os trabalhadores recrutados por Alaziz para demolir a pirâmide trabalharam por oito meses, mas acharam quase tão caro destruir do que construir. Eles só podiam remover uma ou duas pedras por dia. Alguns usavam cunhas e alavancas para mover as pedras, enquanto outros usavam cordas para puxá-las para baixo. Quando uma pedra caiu, ela se enterrou na areia, exigindo esforços extraordinários para tira-la de lá. Cunhas foram usadas para dividir as pedras em vários pedaços e um carrinho foi usado para carregá-la até o pé da escarpa, onde foi deixada. Devido a essas condições, eles só conseguiram danificar a pirâmide deixando um grande corte vertical na face norte.